# Zeit (альбом Rammstein)
Zeit (укр. Час) — восьмий студійний альбом німецького NDH-гурту Rammstein, реліз якого відбувся 29 квітня 2022 року.
Альбом не був запланований, він виник завдяки запровадженим обмеженням через пандемію хвороби COVID-19 та постійним перенесенням дат туру Rammstein. Локдауни стимулювали творчість гурту, що вилилось у спонтанні появи нових треків. «Раммштайн» записали альбом наприкінці 2020 — на початку 2021 року в La Fabrique Studios у Сен-Ремі-де-Прованс, Франція, де був записаний їхній попередній альбом. Реліз титульного треку відбувся 10 березня 2022 року.

## Історія
9 березня 2022 року в своїх соціальних мережах гурт випустив 26-секундний тизер дебютного синглу з альбому, анонсувавши його реліз на наступний день. На офіційному YouTube-каналі була запланована його прем'єра з назвою «Zeit Kommt» (укр. Час приходить).
25 березня на офіційному сайті гурту з'явилось повідомлення, що 11 «Zeit-капсул» було розміщено по всьому світу. Фанат, який першим введе код, що знаходиться в капсулі, зможе розблокувати назви одинадцяти треків майбутнього альбому, а також отримає два квитки на будь-який концерт Rammstein за вибором, оплату проїзду та проживання на час концерту.
Наприкінці березня до мережі потрапив треклист альбому. Як повідомляли ЗМІ, витік відбувся з мексиканського відділення Universal Music.
7 квітня 2022 року вийшов сингл «Zick Zack». На трек було знято кліп, режисером виступив Йорн Хайтманн.

## Список композицій
| #     | Назва               | Тривалість |
| ----- | ------------------- | ---------- |
| 1.    | «Armee Der Tristen» | 3:26       |
| 2.    | «Zeit»              | 5:21       |
| 3.    | «Schwarz»           | 4:18       |
| 4.    | «Giftig»            | 3:08       |
| 5.    | «Zick Zack»         | 4:04       |
| 6.    | «OK»                | 4:03       |
| 7.    | «Meine Tränen»      | 3:57       |
| 8.    | «Angst»             | 3:44       |
| 9.    | «Dicke Titten»      | 3:38       |
| 10.   | «Lügen»             | 3:48       |
| 11.   | «Adieu»             | 4:36       |
| 44:03 |                     |            |

## Цікаві факти
- Автором фотографії для обкладинки альбому Zeit виступив канадський співак і фотограф Браян Адамс[23]. На знімку учасники гурту Rammstein спускаються сходами «Вежі-товстунки» — в минулому двадцятиметрова споруда була лабораторією в аеропорту Йоханністаль у Берліні, а наразі зберігається як пам'ятник промислової архітектури на території місцевого Аеродинамічного парку.
- Четвертий трек «Giftig» («Отруйний») містить обернений фрагмент тексту. На 01:23 Тілль Ліндеманн промовляє незрозумілу фразу, яка при прослуховуванні задом наперед перетворюється на "Kann mich nicht regen", що можна перевести з німецької як "Я не можу поворухнутися".
- На думку фанів Rammstein на Reddit[джерело?], у пісні «Angst» («Страх») гурт використав запис так званого плескоту вікінгів, до якого Тілль Ліндеманн та Крістоф Шнайдер заохотили натовп під час виступу в Ісландії в 2017 році[24]. У треку впізнаваний звук поєднується з ударними на початку, а також звучить у головному мотиві.

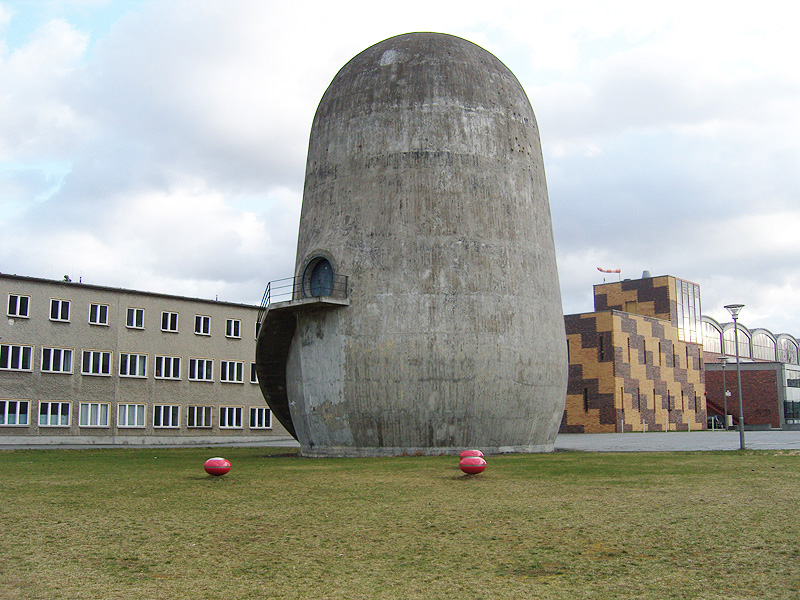
«Вежа-товстунка» в Аеродинамічному парку, Берлін, Німеччина.

## Учасники запису
- Тілль Ліндеманн — вокал
- Ріхард Круспе — соло-гітара
- Пауль Ландерс — ритм-гітара
- Олівер Рідель — бас-гітара
- Крістоф Шнайдер — ударні
- Крістіан Лоренц — клавішні

## Позиції в чартах
| Чарти (2022)                                       | Найвища позиція |
| -------------------------------------------------- | --------------- |
| Австралія (ARIA)                                   | 3               |
| Бельгія Belgian Albums (Ultratop Wallonia)         | 1               |
| Бельгія Belgian Albums (Ultratop Flanders)         | 1               |
| Велика Британія UK Albums (OCC)                    | 3               |
| Велика Британія UK Rock & Metal Albums (OCC)       | 1               |
| Німеччина German Albums (Offizielle Top 100)       | 1               |
| Ірландія Irish Albums (OCC)                        | 20              |
| Італія (FIMI)                                      | 12              |
| Канада Canadian Albums (Billboard)                 | 7               |
| Литва (AGATA)                                      | 10              |
| Нідерланди Dutch Albums (MegaCharts)               | 1               |
| Нова Зеландія (RMNZ)                               | 11              |
| Норвегія Norwegian Albums (VG-lista)               | 1               |
| Фінляндія Finnish Albums (Suomen virallinen lista) | 1               |
| Франція French Albums (SNEP)                       | 1               |
| Чехія Czech Albums (ČNS IFPI)                      | 1               |
| Швейцарія Swiss Albums (Schweizer Hitparade)       | 1               |
| Швеція (Sverigetopplistan)                         | 1               |
| Шотландія Scottish Albums (OCC)                    | 1               |
| Японія (Oricon)                                    | 75              |